# Tanghe
Tanghe (chinesisch 唐河县, Pinyin Tánghé Xiàn) ist ein Kreis der bezirksfreien Stadt Nanyang in der chinesischen Provinz Henan. Er hat eine Fläche von 2.497 Quadratkilometern und zählt 1.200.700 Einwohner (Stand: Ende 2018).
Die Pagode des Sizhou-Tempels (Sizhou si ta 泗洲寺塔) steht seit 2006 auf der Liste der Denkmäler der Volksrepublik China (6-625).